# Ciutats més poblades de la Unió Europea

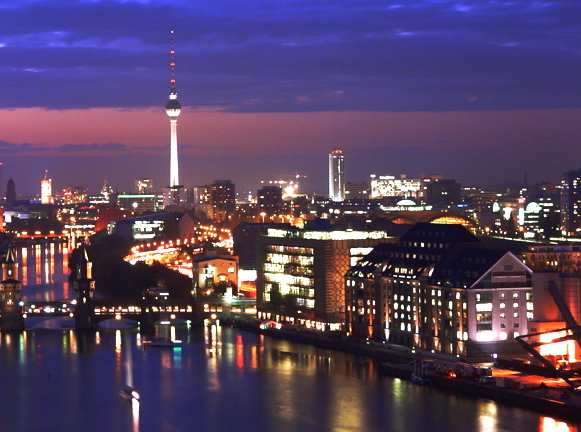
Berlín

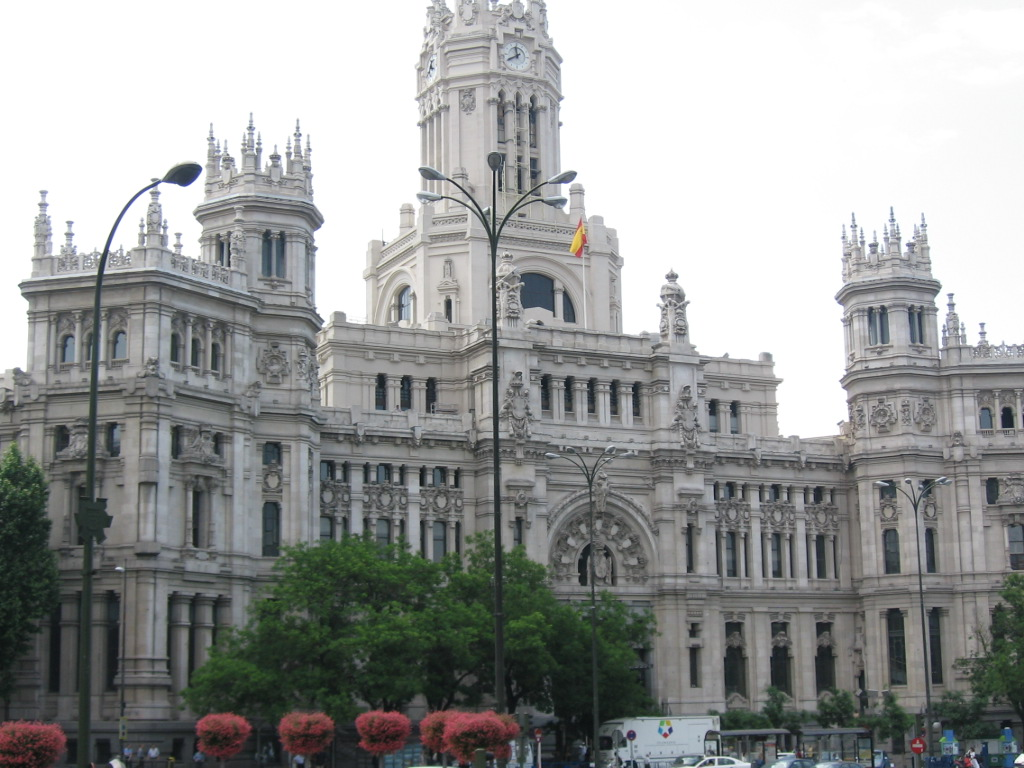
Madrid

Roma

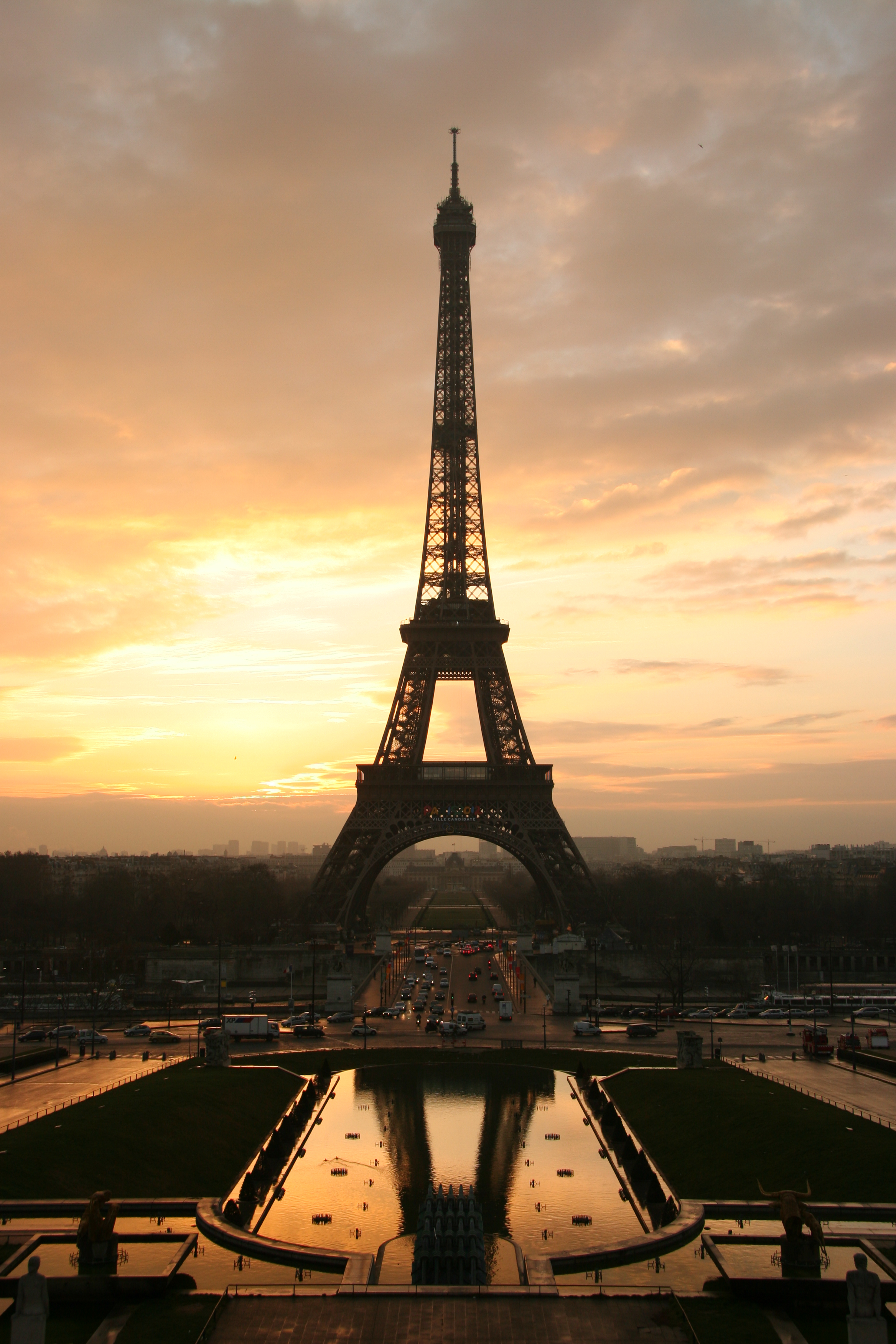
París

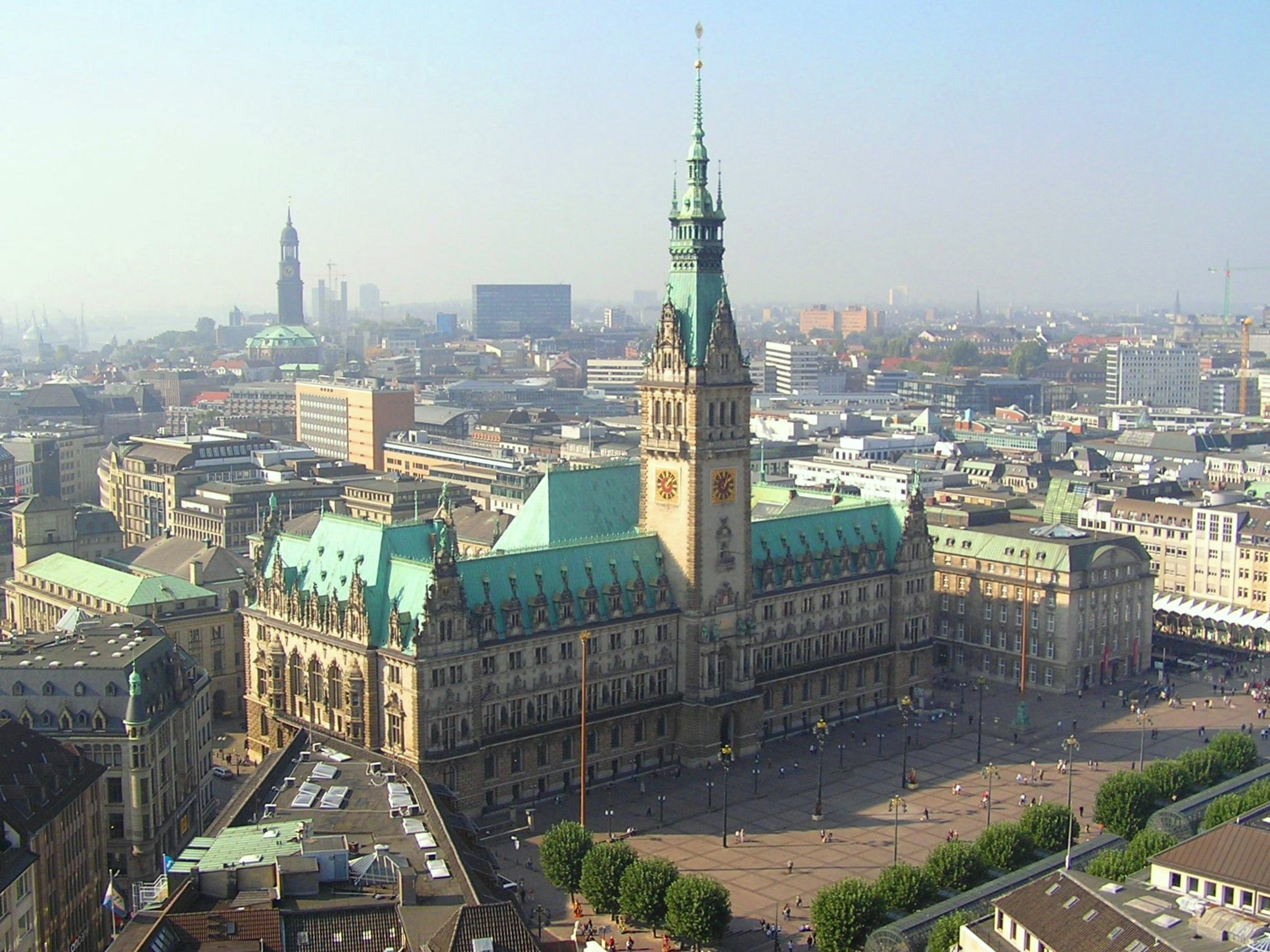
Hamburg

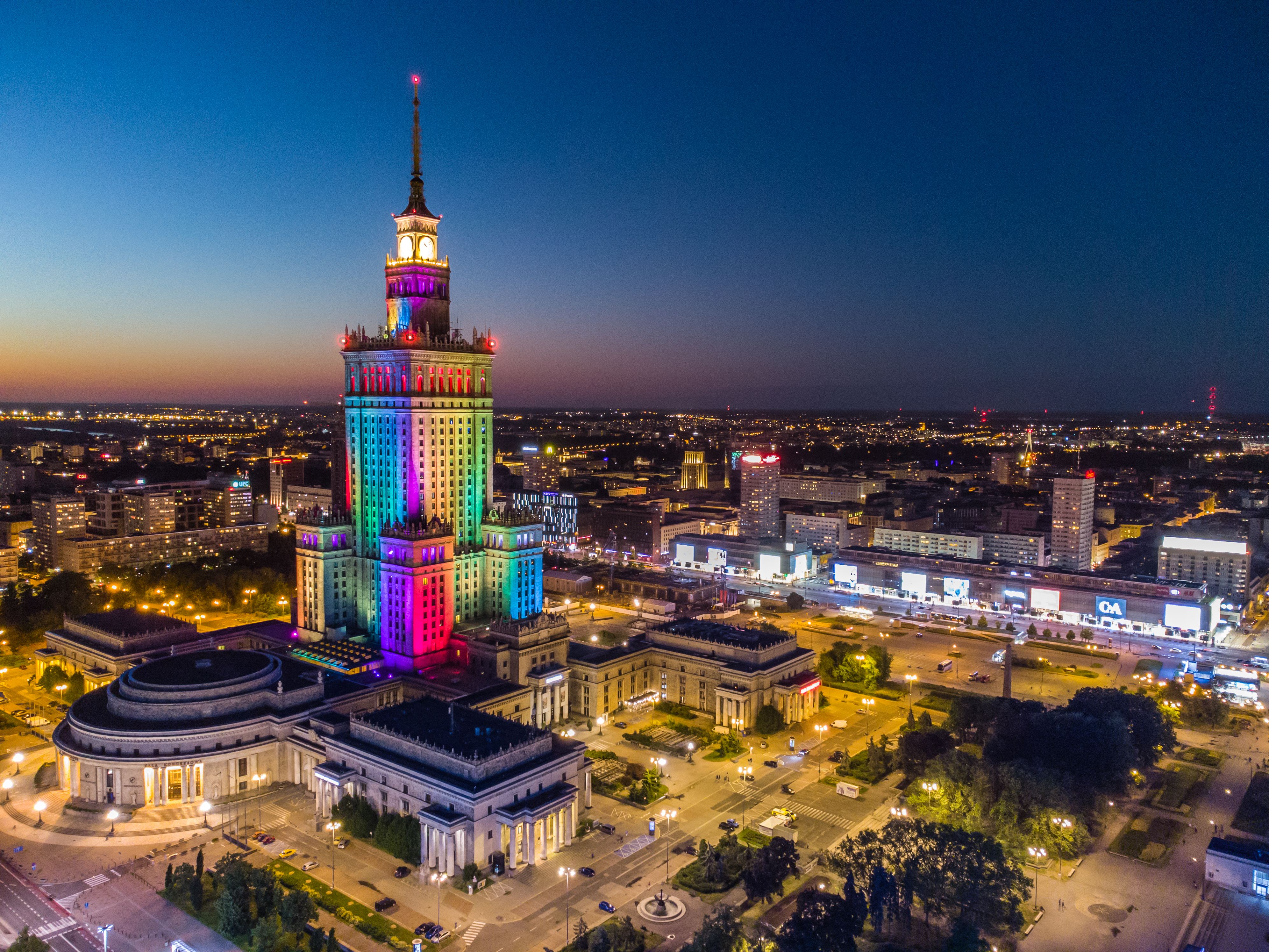
Varsòvia

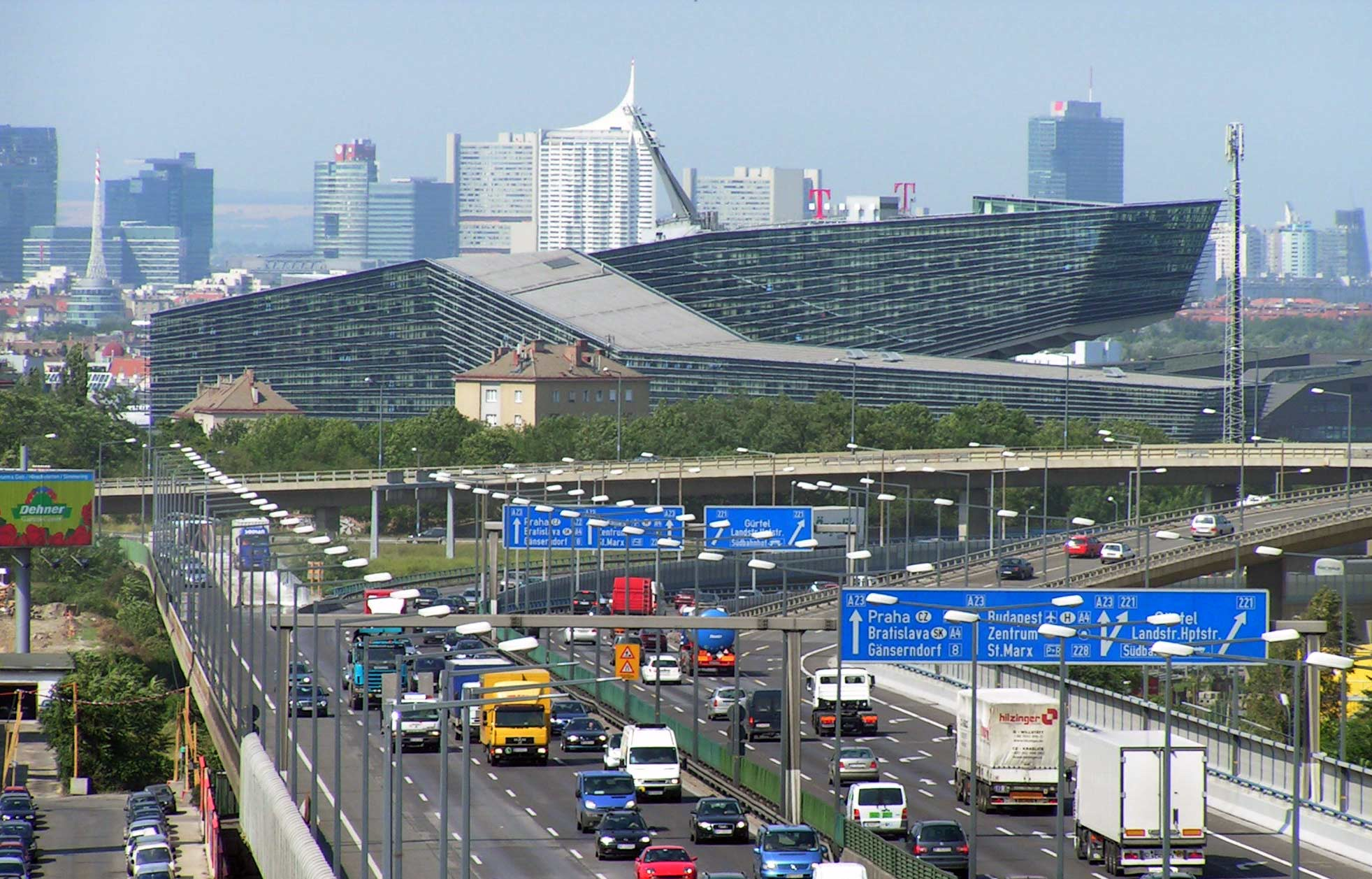
Viena

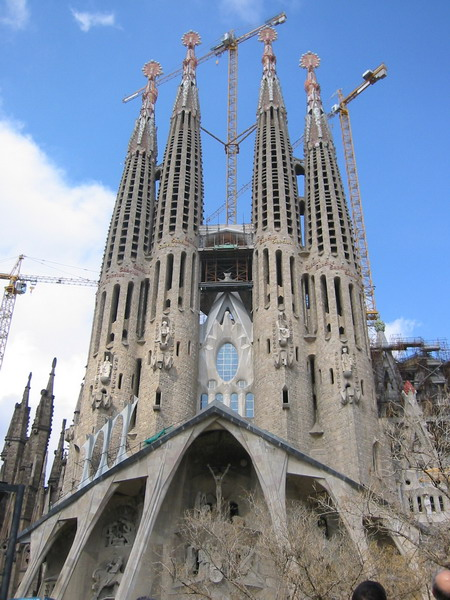
Barcelona

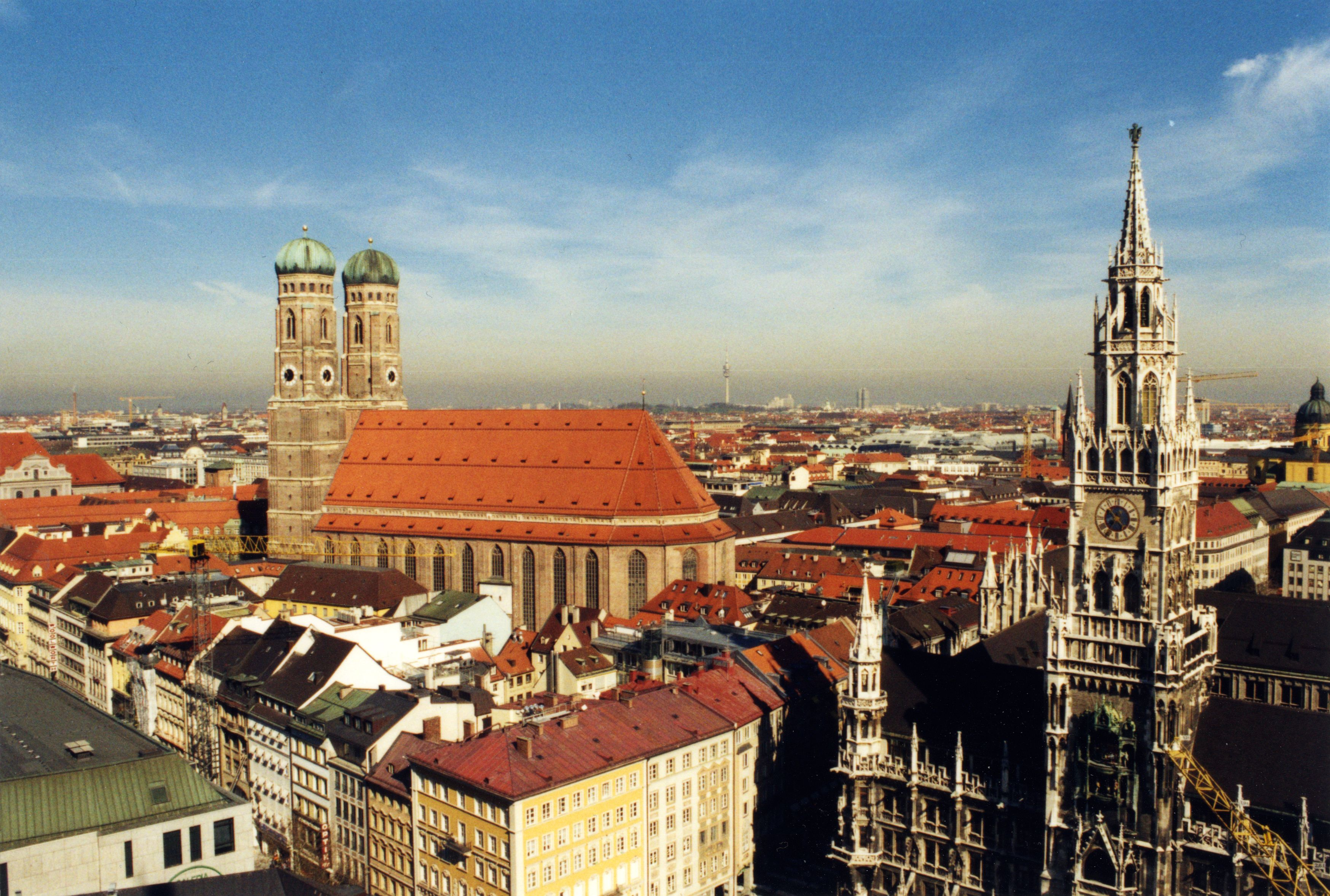
Múnic

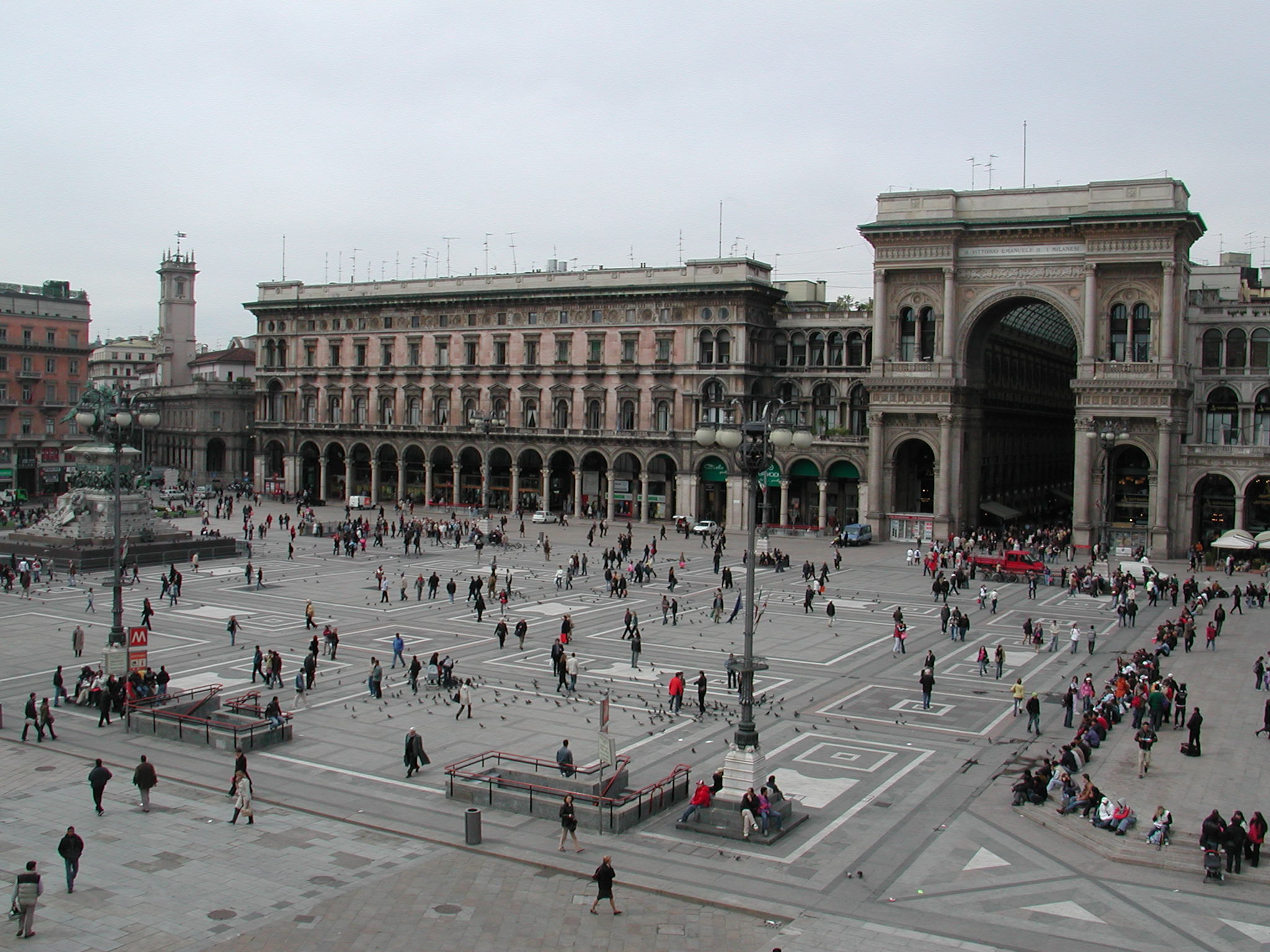
Milà

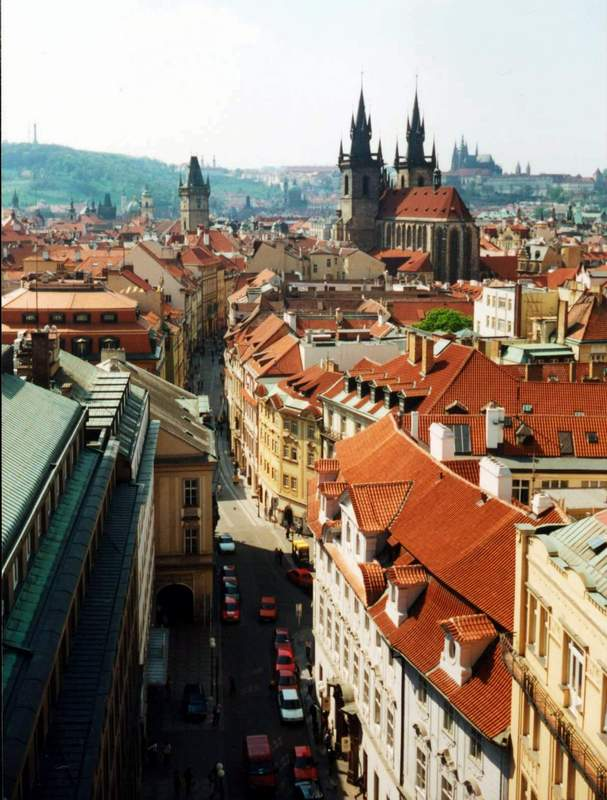
Praga

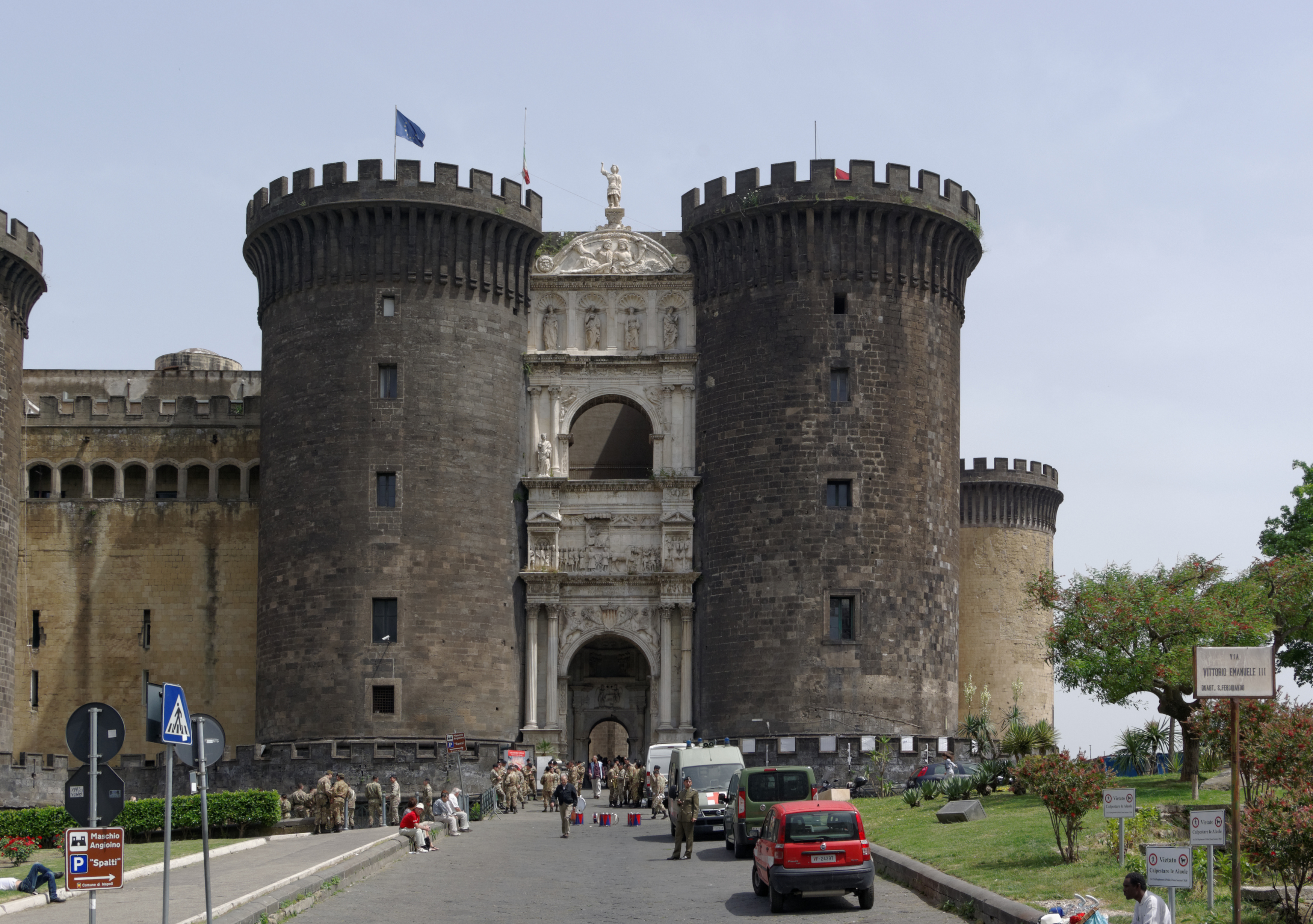
Nàpols

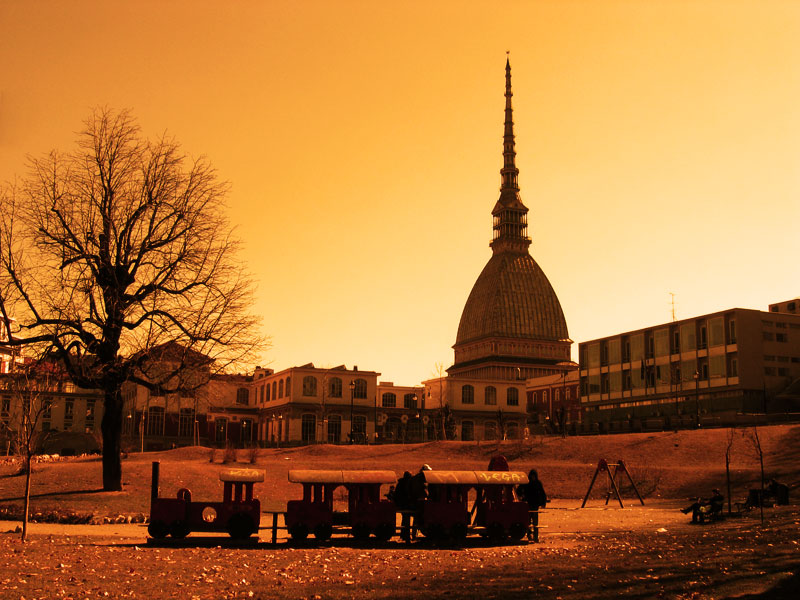
Torí

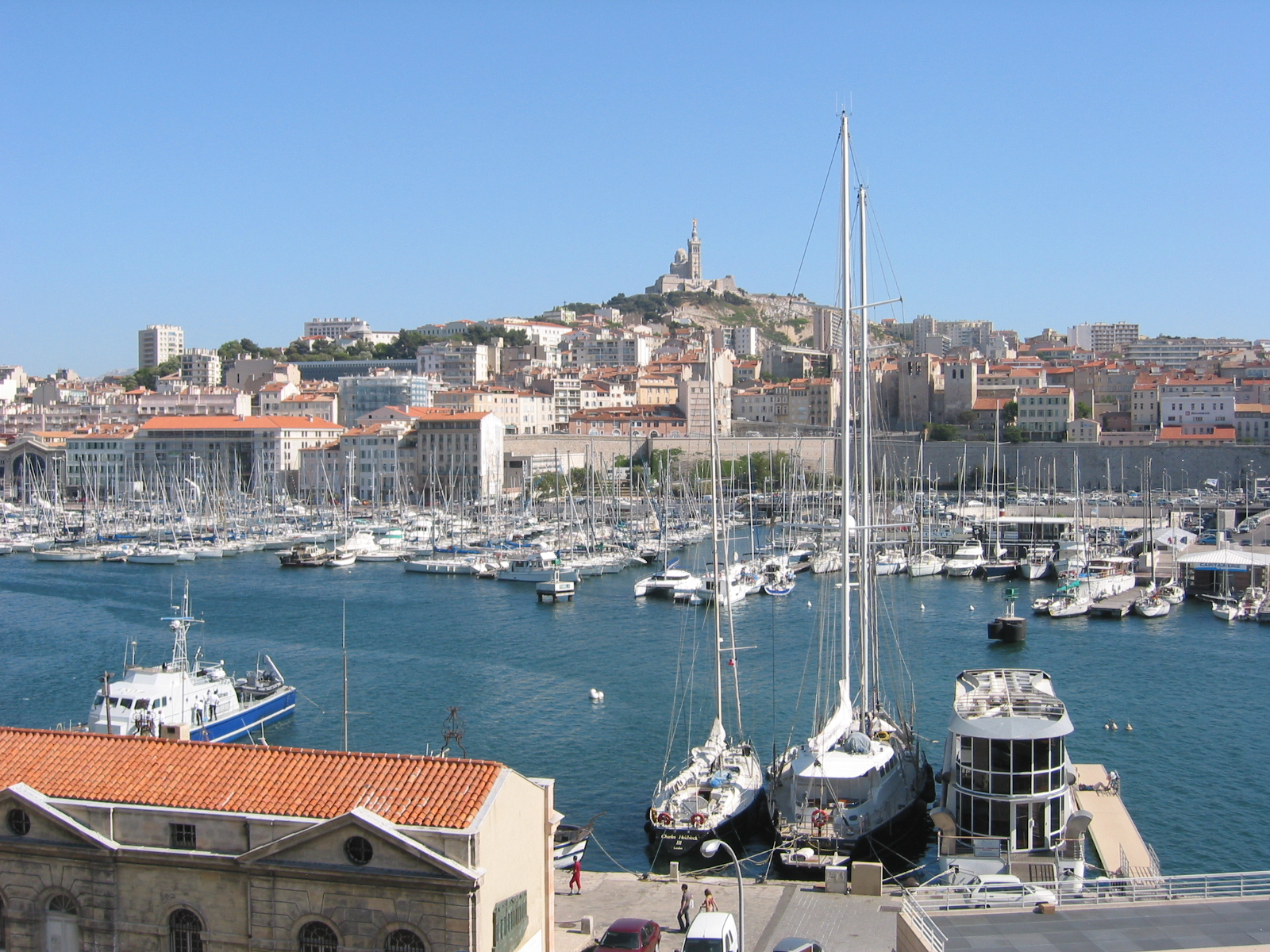
Marsella

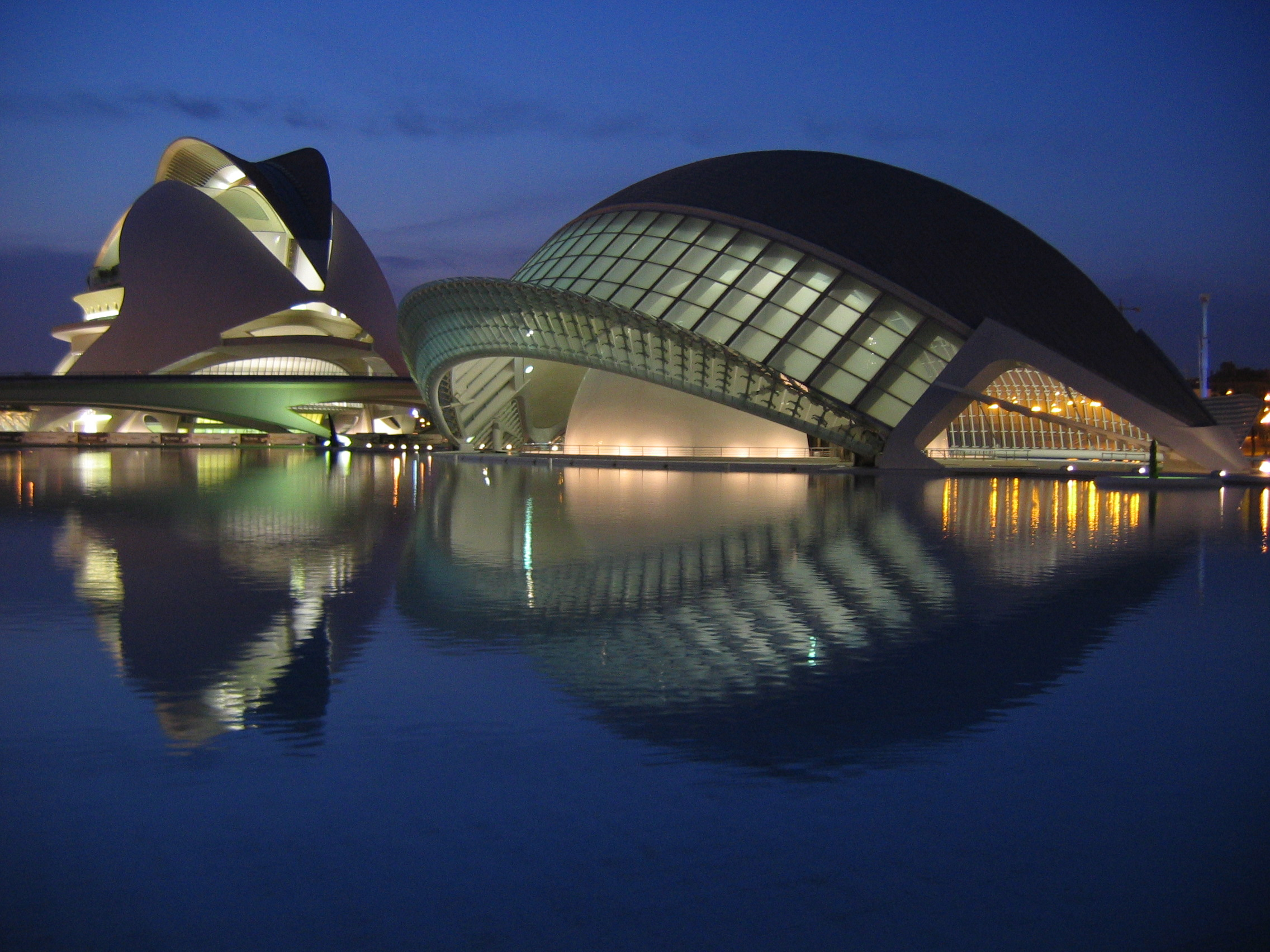
València

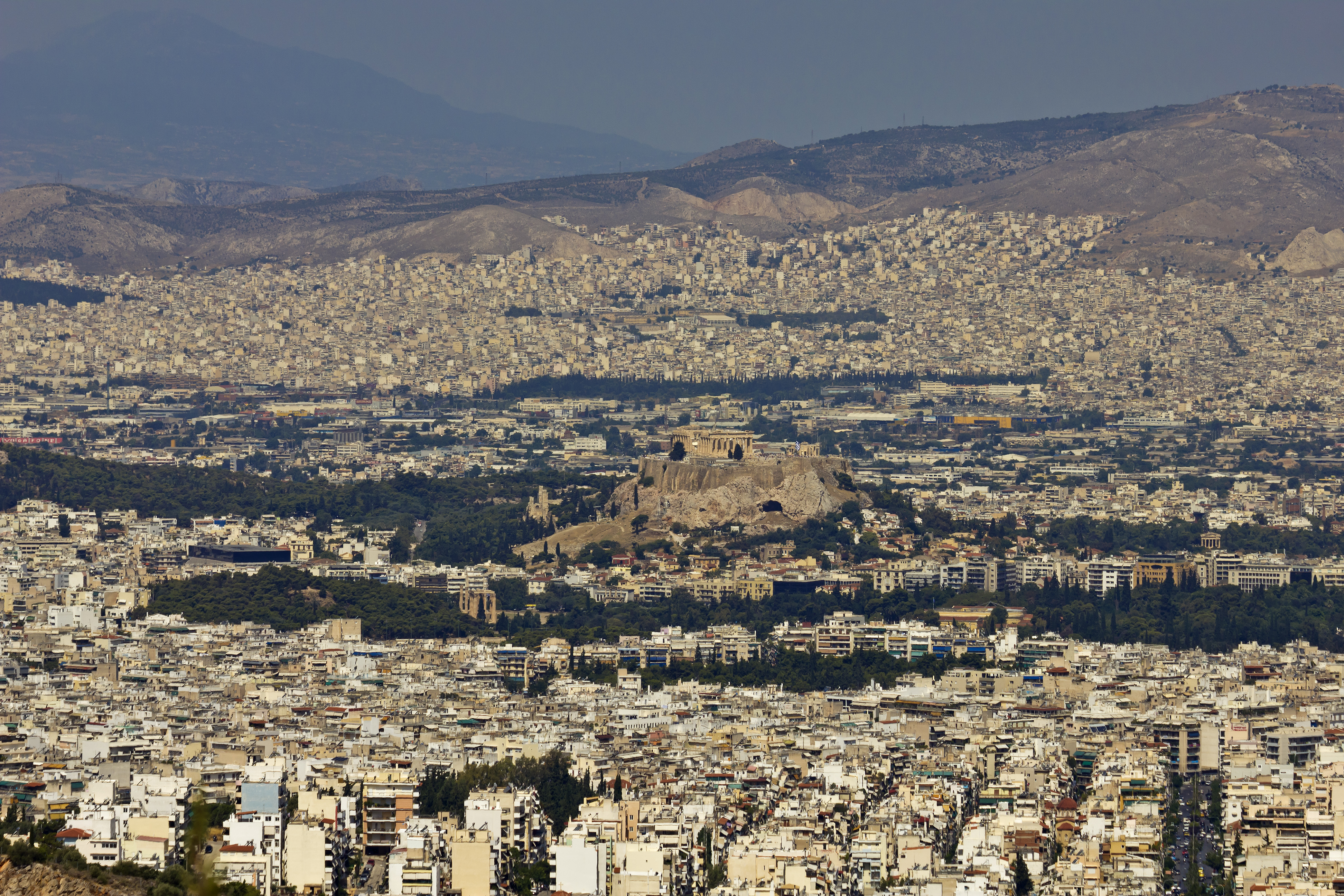
Atenes

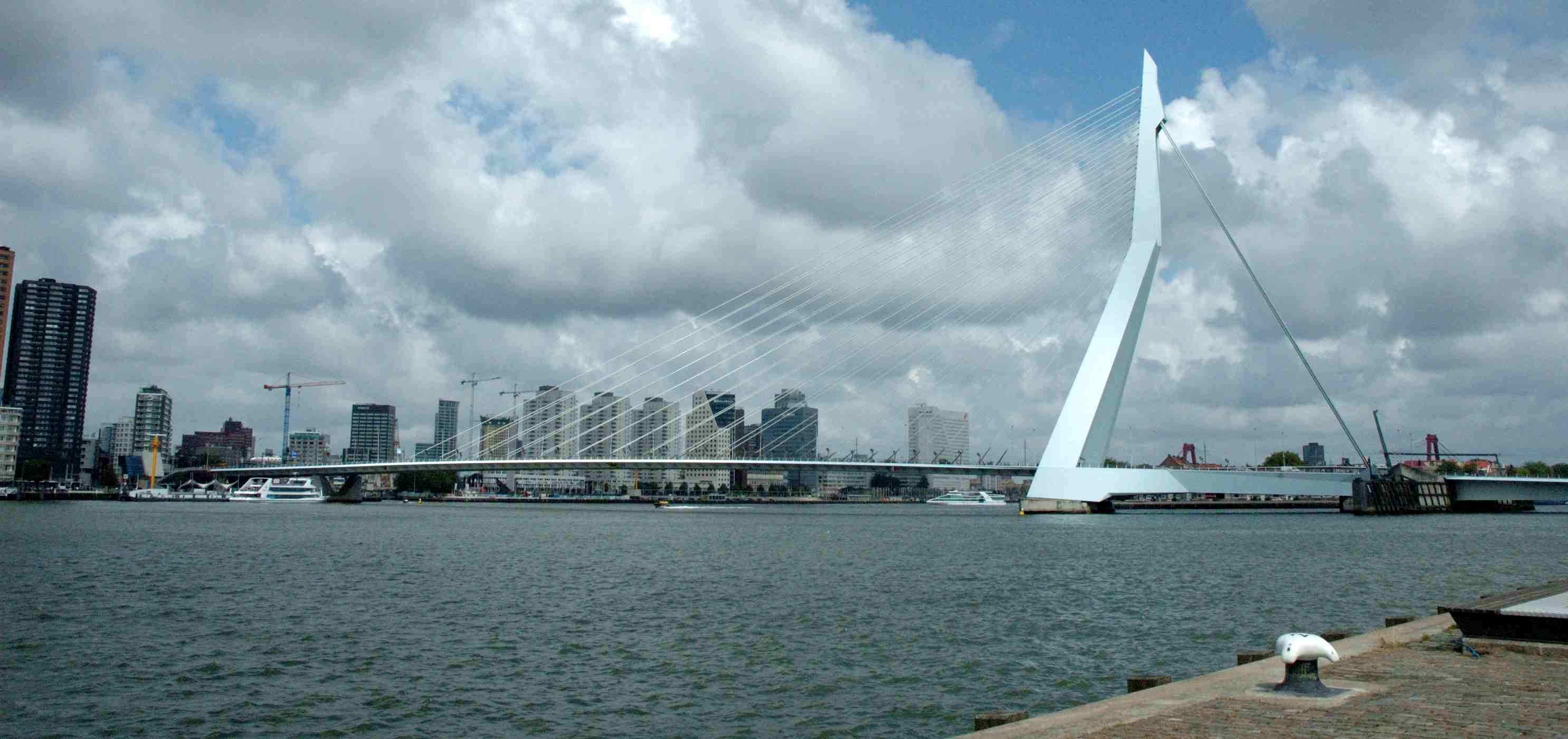
Rotterdam

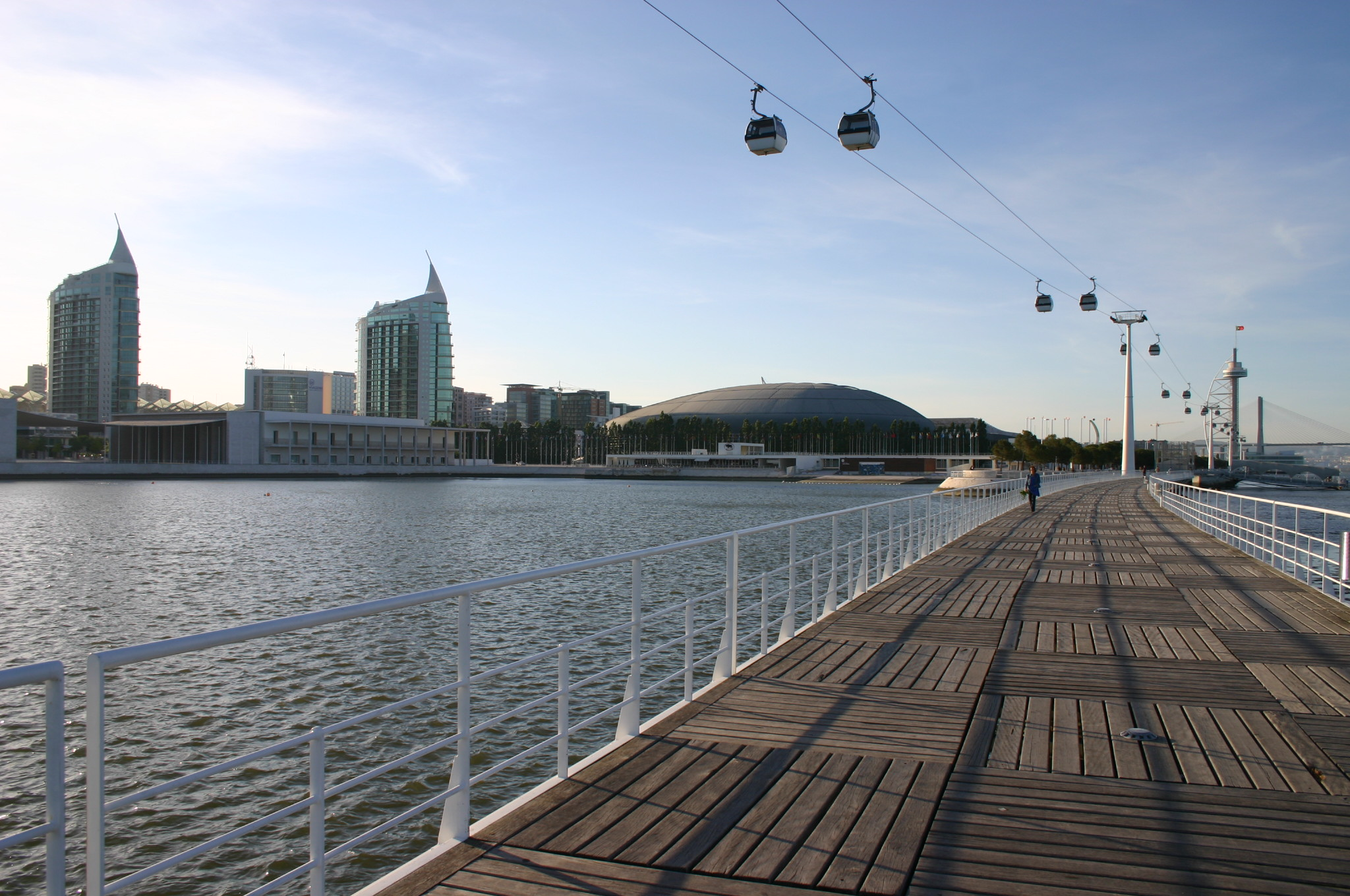
Lisboa

Aquesta llista inclou les xifres de cens oficials més actuals de les ciutats més poblades de la Unió Europea. Tracta exclusivament de les àrees dins de límits administratius de ciutat, per oposició a les àrees metropolitanes.
| Rànquing | Ciutat i estat               | Habitants | Data del cens           |
| -------- | ---------------------------- | --------- | ----------------------- |
| 1.       | Berlín, Alemanya             | 3.406.000 | 30 d'abril del 2007     |
| 2.       | Madrid, Espanya              | 3.165.541 | 31 de desembre del 2016 |
| 3.       | Roma, Itàlia                 | 2.706.428 | 28 de febrer del 2007   |
| 4.       | París, França                | 2.153.600 | 1 de gener del 2005     |
| 5.       | Bucarest, Romania            | 1.940.500 | 1 de gener del 2007     |
| 6.       | Viena, Àustria               | 1.867.960 | 1 de gener del 2017     |
| 7.       | Hamburg, Alemanya            | 1.760.322 | 30 de juny del 2007     |
| 8.       | Varsòvia, Polònia            | 1.703.198 | 31 de març del 2007     |
| 9.       | Budapest, Hongria            | 1.696.128 | 1 de gener del 2007     |
| 10.      | Barcelona, Catalunya         | 1.608.746 | 31 de desembre del 2016 |
| 11.      | Múnic, Alemanya              | 1.342.166 | 30 de setembre del 2007 |
| 12.      | Milà, Itàlia                 | 1.304.183 | 28 de febrer del 2007   |
| 13.      | Sofia, Bulgària              | 1.270.010 | 31 de desembre del 2006 |
| 14.      | Praga, República Txeca       | 1.198.094 | 30 de juny del 2007     |
| 15.      | Colònia, Alemanya            | 989.766   | 31 de desembre del 2006 |
| 16.      | Nàpols, Itàlia               | 972.780   | 28 de febrer del 2007   |
| 17.      | Torí, Itàlia                 | 900.520   | 28 de febrer del 2007   |
| 18.      | Marsella, França             | 820.900   | 1 de gener del 2005     |
| 19.      | València, Espanya            | 790.201   | 31 de desembre del 2016 |
| 20.      | Estocolm, Suècia             | 788.269   | 30 de juny del 2007     |
| 21.      | Cracòvia, Polònia            | 767.628   | 31 de desembre del 2005 |
| 22.      | Łódź, Polònia                | 756.629   | 31 de desembre del 2005 |
| 23.      | Amsterdam, Països Baixos     | 742.884   | 1 de gener del 2007     |
| 24.      | Riga, Letònia                | 727.578   | 1 de gener del 2006     |
| 25.      | Sevilla, Espanya             | 690.566   | 31 de desembre del 2016 |
| 26.      | Palerm, Itàlia               | 665.628   | 28 de febrer del 2007   |
| 27.      | Frankfurt, Alemanya          | 663.567   | 30 de setembre del 2007 |
| 28.      | Saragossa, Espanya           | 661.108   | 31 de desembre del 2016 |
| 29.      | Atenes, Grècia               | 655.780   | 22 de juliol del 2011   |
| 30.      | Wrocław, Polònia             | 635.932   | 31 de desembre del 2005 |
| 31.      | Gènova, Itàlia               | 614.736   | 28 de febrer del 2007   |
| 32.      | Stuttgart, Alemanya          | 591.528   | 30 d'abril del 2006     |
| 33.      | Dortmund, Alemanya           | 587.717   | 1 de gener del 2006     |
| 34.      | Rotterdam, Països Baixos     | 584.058   | 1 de gener del 2007     |
| 35.      | Essen, Alemanya              | 583.892   | 30 de juny del 2007     |
| 36.      | Düsseldorf, Alemanya         | 575.727   | 30 de juny del 2006     |
| 37.      | Màlaga, Espanya              | 569.009   | 31 de desembre del 2016 |
| 38.      | Poznań, Polònia              | 567.882   | 31 de desembre del 2005 |
| 39.      | Hèlsinki, Finlàndia          | 564.521   | 31 de desembre del 2006 |
| 40.      | Vílnius, Lituània            | 553.553   | 1 de gener del 2006     |
| 41.      | Bremen, Alemanya             | 548.477   | 11 de novembre del 2006 |
| 42.      | Lisboa, Portugal             | 529.485   | 2004                    |
| 43.      | Hannover, Alemanya           | 516.343   | 30 de desembre del 2006 |
| 44.      | Leipzig, Alemanya            | 506.578   | 30 de juny del 2006     |
| 45.      | Dublín, Irlanda              | 505.739   | 23 d'abril del 2006     |
| 46.      | Dresden, Alemanya            | 504.795   | 30 de juny del 2006     |
| 47.      | Copenhaguen, Dinamarca       | 503.699   | 1 de gener del 2007     |
| 48.      | Nuremberg, Alemanya          | 500.967   | 28 de febrer del 2007   |
| 49.      | Duisburg, Germany            | 500.142   | 30 de juny del 2006     |
| 50.      | Göteborg, Suècia             | 490.961   | 30 de juny del 2007     |
| 51.      | la Haia, Països Baixos       | 473.941   | 1 de gener del 2007     |
| 52.      | Lió, França                  | 466.400   | 1 de gener del 2005     |
| 53.      | Anvers, Bèlgica              | 461.496   | 1 de gener del 2006     |
| 54.      | Gdańsk, Polònia              | 458.053   | 31 de desembre del 2005 |
| 55.      | Múrcia, Espanya              | 441.003   | 31 de desembre del 2016 |
| 56.      | Tolosa de Llenguadoc, França | 435.000   | 1 de gener del 2005     |
| 57.      | Bratislava, Eslovàquia       | 425.459   | 31 de desembre del 2005 |
| 58.      | Szczecin, Polònia            | 411.119   | 31 de desembre del 2005 |
| 59.      | Palma, Espanya               | 402.949   | 31 de desembre del 2016 |
| 60.      | Tallinn, Estònia             | 396.193   | 1 de gener del 2006     |
| 61.      | Bochum, Alemanya             | 384.492   | 30 de juny del 2006     |
| 62.      | Las Palmas, Espanya          | 378.998   | 31 de desembre del 2016 |
| 63.      | Bolonya, Itàlia              | 372.699   | 28 de febrer del 2007   |
| 64.      | Florència, Itàlia            | 365.505   | 28 de febrer del 2007   |
| 65.      | Brno, República Txeca        | 366.680   | 31 de desembre del 2006 |
| 66.      | Bydgoszcz, Polònia           | 366.074   | 31 de desembre del 2006 |
| 67.      | Kaunas, Lituània             | 360.637   | 1 de gener del 2006     |
| 68.      | Wuppertal, Alemanya          | 358.746   | 30 de juny del 2006     |
| 69.      | Lublin, Polònia              | 354.967   | 31 de desembre del 2005 |
| 70.      | Niça, França                 | 347.900   | 1 de gener del 2005     |
| 71.      | Bilbao, Espanya              | 345.122   | 31 de desembre del 2016 |
| 72.      | Plòvdiv, Bulgària            | 343.662   | 31 de desembre del 2006 |
| 73.      | Alacant, Espanya             | 330.525   | 31 de desembre del 2016 |
| 74.      | Còrdova, Espanya             | 326.609   | 31 de desembre del 2016 |
| 75.      | Bielefeld, Alemanya          | 326.268   | 30 de juny del 2006     |
| 76.      | Bari, Itàlia                 | 325.052   | 31 de desembre del 2006 |
| 77.      | Tessalònica, Grècia          | 322.240   | 22 de juliol del 2011   |
| 78.      | Katowice, Polònia            | 317.220   | 31 de desembre del 2005 |
| 79.      | Bonn, Alemanya               | 312.996   | 30 de juny del 2006     |
| 80.      | Varna, Bulgària              | 311.465   | 31 de desembre del 2006 |
| 81.      | Cluj-Napoca, Romania         | 311.400   | 1 de gener del 2007     |
| 82.      | Ostrava, República Txeca     | 309.098   | 31 de desembre del 2006 |
| 83.      | Timişoara, Romania           | 308.100   | 1 de gener del 2007     |
| 84.      | Mannheim, Alemanya           | 307.772   | 30 de juny del 2006     |
| 85.      | Constanţa, Romania           | 304.900   | 1 de gener del 2006     |
| 86.      | Iaşi, Romania                | 304.000   | 1 de gener del 2006     |
| 87.      | Valladolid, Espanya          | 301.876   | 31 de desembre del 2016 |